# Jugoslawische Staatsangehörigkeit
Die jugoslawische Staatsangehörigkeit war die rechtliche Zugehörigkeit einer natürlichen Person zu jenem 1918 bis 1992 in verschiedenen Staatsformen bestehenden Jugoslawien, einem von Südslawen dominierten Vielvölkerstaat. Der Erwerb der Staatsangehörigkeit folgte dem Abstammungsprinzip (lateinisch ius sanguis).

## Vorläufer

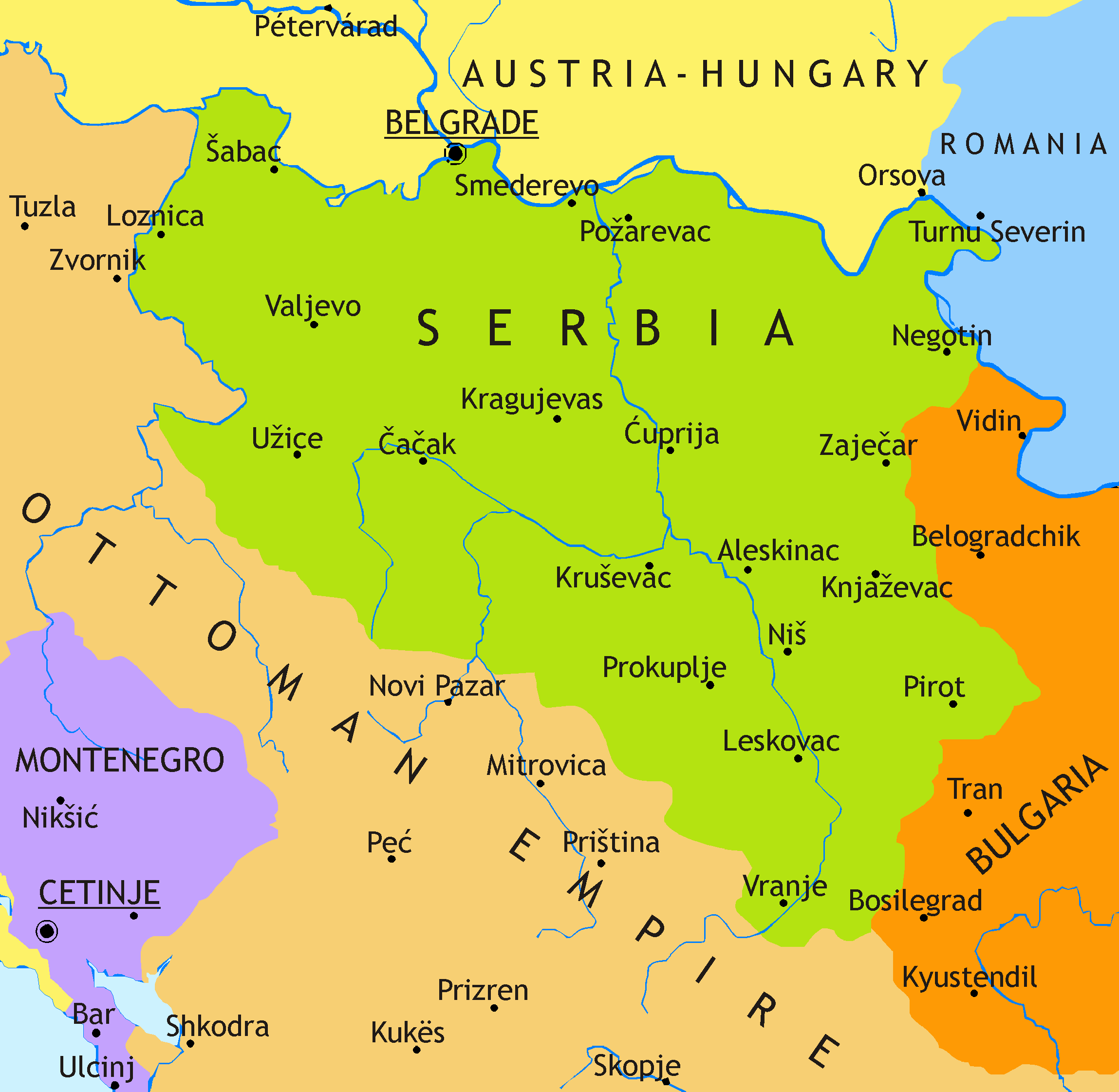
Serbien und Montenegro nach dem Berliner Kongress 1878. Im trennenden osmanischen Gebietsstreifen, dem Sandschak Novi Pazar, wurden österreichische Truppen stationiert.

Das Millet-System hatte im osmanischen Reich, zu dem der Westbalkan bis 1878/80 gehörte, eine gewisse völkisch-religiöse Unterscheidung geschaffen. Ein erstes modernes Staatsangehörigkeitsgesetz im osmanischen Reich erging 1869.
Die Grenzziehungen und damit die Staatsangehörigkeiten etlicher Bewohner änderten sich zwischen 1856 und 1951 vielfach. Oft ging das mit gewaltsamer Vertreibung ganzer Volksgruppen einher.

### Serbien

Serbien nach den Gebietsgewinnen des zweiten Balkankriegs.

Serbien regelte in seinem Zivilgesetzbuch 1844 Staatsangehörigkeit folgendermaßen: Weitergabe ab Geburt über die männliche Linie. Einbürgerungen, in der Zuständigkeit des Innenministeriums, waren möglich nach sieben Jahren Wohnsitz [Verkürzung durch König möglich 1844–51] mit einem ehrbaren Beruf und einwandfreiem Leumund. Ehefrauen wechselten automatisch mit der Heirat. Ab 1860 wurde ein Treueeid verlangt und die serbische Staatsbürgerschaft verloren, sobald eine fremde angenommen wurde.
Die bulgarische Niederlage im Zweiten Balkankrieg führte zur Vertreibung etlicher Bulgaren aus Mazedonien.

### Montenegro
Die Verfassung Montenegros 1905 legte fest, dass Einbürgerungen in die Kompetenz des Staatsrates fielen. Die Staatsangehörigkeit konnte aufgegeben werden, sofern alle Verpflichtungen gegenüber dem Staat erfüllt waren.

### Habsburgermonarchie

Verwaltungsgliederung der habsburgischen Teile des Westbalkans zu Zeit des Trialismus.

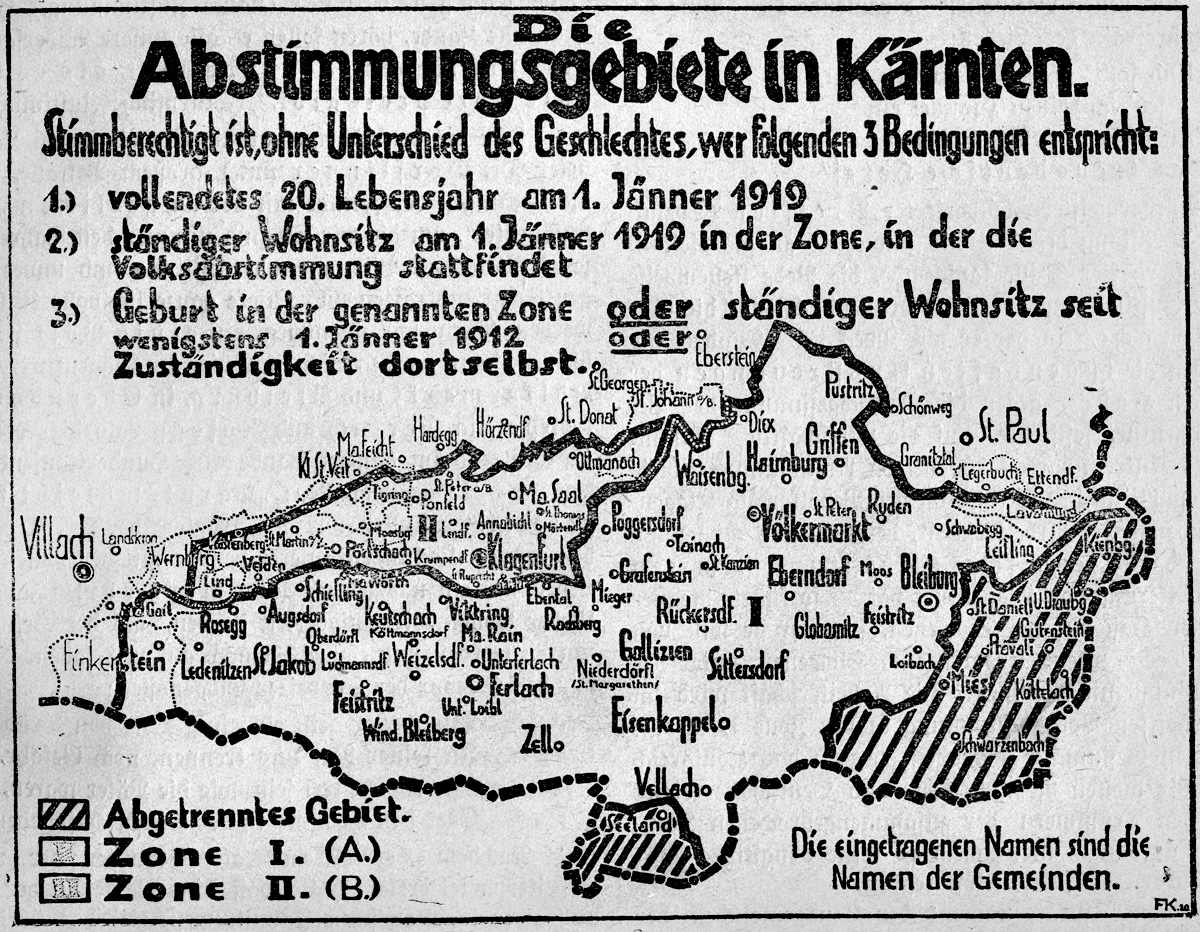
Abstimmungsgebiete und -bedingungen in Kärnten 1920.

Mit Einführung des österreichischen Allgemeinen bürgerlichen Gesetzbuchs 1812 wurden dessen Bestimmungen über die „Bürgeraufnahme“ einschlägig. In der k.u.k.-Monarchie gab es zwei Staatsangehörigkeiten, die österreichische und seit 1880 eine eigene ungarische. Das Heimatrecht eines Bürgers in einer Gemeinde (nicht zwangsläufig des Wohnsitzes), nachgewiesen durch den Heimatschein, bestimmte auch welche Staatsbürgerschaft vorlag.
Das Königreich Kroatien und Slawonien, 1867 Transleithanien zugeschlagen hatte aber einen gewissen autonomen Status darin. Das Königreich Dalmatien gehörte zu Cisleithanien.
Bosnien-Herzegowina
In der jungtürkischen Revolution hatten Offiziere am 24. Juli 1908 die Wiedereinführung der Verfassung von 1876 im Osmanischen Reich erzwungen. Infolgedessen sollten Parlamentswahlen stattfinden, auch in den Provinzen Bosnien und Herzegowina, die formell noch zum Osmanischen Reich gehörten, aber in den dreißig Jahren nach 1878 von Österreich verwaltet worden waren. In Folge entschlossen sich die Österreicher 1908 zur umstrittenen Annexion. Für die Bewohner des gemeinschaftlich verwalteten annektierten Gebiets wurde 1910 das „bosnisch-herzegovinische Indignat“ geschaffen.

## Königreich Jugoslawien

### Friedensverträge (1918 bis 1924)
Als Gründungstag des späteren „Königreiches S[rpski] H[rvatski] S[lovenaci],“ deutsch „SHS-Staat“ gilt der 1. Dezember 1918. Seine Grenzen wurden im Wesentlichen durch den Vertrag von Trianon und Vertrag von St. Germain bestimmt. Die Diktatfrieden der Pariser Vorortverträge sahen die Abtretung verschiedener Gebiete an den neuen Staat vor. Für Österreicher und Ungarn war das k.u.k Heimatrecht der Anknüpfungspunkt welche Staatsangehörigkeit sie, ab einem gewissen Stichtag, haben sollten. Ähnlich wie auch für die von an Bulgarien abgetretenen Gebiete gab es eine innerhalb von zwei Jahren, gegebenenfalls nach Erreichen der Volljährigkeit mit 18 Jahren, auszuübende Optionsmöglichkeit für die neuen Länder. Solche Option schloss Ehefrau und Kinder mit ein. In der Regel musste innerhalb gewisser Fristen in dem Staat für den optiert worden war Wohnsitz genommen werden. In Einzelheiten wichen die Vorschriften ab, so galt für Bosnien, dass das Heimatrecht vor 1910 bestanden haben musste und, wenn nicht, eine jugoslawische Genehmigung eingeholt werden musste.
Zunächst wurden das Mießtal, Unterdrauburg, sowie die Gemeinde Seeland (Kankertal) dem SHS-Königreich zugeschlagen. Die Nordgrenze zu Kärnten wurde 1920 nach Volksabstimmung auf die Linie festgelegt, die jenes heute von Slowenien trennt.

#### Banat

Teilungen des Banats 1919 und 1924.

Das Banat beanspruchten Rumänien und Jugoslawien gleichermaßen, bis man sich auf eine Teilung einigte.
Die Grenzziehung im Banat zwischen Jugoslawien als Rechtsnachfolger der Habsburger-Monarchie erfolgte durch Vertrag vom 24. November 1923. Staatsangehörigkeitsfragen klärten erst die Verträge vom 30.  Apr.1930 und 13. März 1935. Im Wesentlichen richtete sich die Staatsbürgerschaft nach dem Wohnsitz bzw. Heimatrecht, mit gewissen Optionsmöglichkeiten.

#### Bulgarisch-Mazedonien
Bulgarien musste auf die Teile Mazedoniens verzichten, die es im Balkankrieg 1913 gewonnen hatte Alle dortigen Bulgaren wurden automatisch Jugoslawen. Wer nach dem 1. Oktober 1913 zugezogen war, bedurfte jugoslawischer Genehmigung.
Weiterhin zogen 1918–1923 35.000–40.000 ethnische Albaner aus dem Kosovo in die Türkei, von 1919–1940 aus allen nun jugoslawischen Gebieten 215.412 Albaner in die Türkei. Sie waren vor 1913 osmanische Untertanen gewesen.
Nach SHS-Staats-Gründung galten die materiellen Staatsangehörigkeitsregeln der jeweiligen Regionen weiter, so dass landesweit sieben verschiedene Gesetze anzuwenden waren. Diesen unhaltbaren Zustand beendete das Innenministerium 1925 durch Verordnung, dass von nun an nur noch das serbische Staatsangehörigkeitsrecht anzuwenden sei.

### Staatsangehörigkeitsgesetz 1928
Die Verfassung von 1921 bestimmte in Art. 4: „Im ganzen Königreich besteht eine einheitliche Staatsangehörigkeit. …“ (wortgleich 1931) und in Art. 20: „… Jeder Staatsbürger ist berechtigt, seine Staatsangehörigkeit aufzugeben, nachdem er seine Pflichten dem Staate gegenüber erfüllt hat. …“
Man definierte nun als jugoslawische Bürger alle die zum 1. Dezember 1918 die Staatsangehörigkeiten der Königreiche Kroatien und Slawonien, Serbien oder Montenegro innegehabt hatten. Doppelte Staatsbürgerschaft blieb verboten. Die Staatsangehörigkeit wurde im Meldeverzeichnis der Heimatgemeinde eingetragen. Hier wurden auch Staatsangehörigkeitsausweise erteilt.
Die Gesetzeslage war durch das Staatsangehörigkeitsgesetz vom 1. November 1928 vereinheitlicht worden. Allgemein galt „Familieneinheit,“ Änderungen im Status eines verheirateten Mannes wirkten automatisch auch auf Ehefrau und minderjährige Kinder (bis 21) aus. Verheiratete Frauen konnten alleine nicht eingebürgert werden.
Naturgemäß detailliert eingegangen werden musste auf die Frage, wer denn, in der Regel zum Stichtag 1. Dezember 1918, jugoslawischer Bürger geworden war:
- alle bisherigen Staatsangehörigen Serbiens und Montenegros,
- alle, die automatisch durch die Friedensverträge Bürger geworden waren und keine gegenteilige Option ausgeübt hatten,
- Volkszugehörige der drei Staatsvölker oder seit mindestens zwanzig Jahren in Jugoslawien lebende Slawen, die eine Verleihung beantragt hatten,
- von obigem nicht erfasste Personen im Staatsdienst, die eine Verleihung beantragten.

Ab Geburt wurde man Jugoslawe, unabhängig vom Geburtsort, bei zwei miteinander verheirateten jugoslawischen Elternteilen oder einer unverheirateten jugoslawischen Mutter. Dem war die Legitimation Minderjähriger gleichgestellt, sie galt rückwirkend ab Tag der Geburt. Adoptionen führten nicht automatisch zum Staatsangehörigkeitserwerb.
Eine einheiratende Ausländerin wurde mit der Hochzeit automatisch eingebürgert, außer sie widersprach dem vorher, falls das ihr Heimatrecht zuließ.
Einbürgerungsvoraussetzungen bei Antrag
- Mindestalter 21, und
- zehnjähriger, ununterbrochener Wohnsitz im Lande (nach dem 1. Dezember 1918), und
- (falls möglich) Nachweis der Entlassung aus der bisherigen Staatsbürgerschaft, und
- guter Leumund, und
- ausreichendes Einkommen auch für die Familie, und
- die Zusicherung einer Gemeinde auf Aufnahme.

Vereinfachte Verfahren:
- Für ethnische „Serbo-Kroaten-Slowenen“ entfiel die zehnjährige Wohnsitzerfordernis und die Verpflichtung, andere Staatsbürgerschaften aufzugeben.
- Nach dreißig Jahren Wohnsitz bestand Einbürgerungsanspruch.
- Professoren, die an einer lokalen Hochschule lehrten.
- Personen, die einzubürgern im Interesse des Staates war, oder Personen, die sich um das Land verdient gemacht hatten.
- Ausländer, die im Ersten Weltkrieg in serbischen oder montenegrinischen Streitkräften gedient hatten.

Staatsangehörigkeitsverlust
- dauerhafter Auslandswohnsitz und mindestens 30-jährige durchgehende Abwesenheit seit Erreichen der Volljährigkeit nach dem 1. Januar 1900. Durch Feststellung jugoslawischer Behörden.
- Auf Antrag konnten Volljährige aus der Staatsbürgerschaft entlassen werden, wenn sie alle Verpflichtungen gegenüber Jugoslawien erfüllt hatten und nachweisbar eine fremde Staatsbürgerschaft erhielten und im Ausland lebten. Gewisse Vereinfachung wenn der im Ausland lebende Antragsteller 21–24 Jahre alt war.
- Heirat einer Jugoslawin mit einem Ausländer, wenn sie dadurch eine fremde Staatsangehörigkeit erwarb und keinen Vorbehalt erklärte.
- Legitimation eines unehelichen Kindes einer Jugoslawin durch einen Ausländer.
- Aberkannt werden konnte die Staatsbürgerschaft, auch wenn dadurch Staatenlosigkeit eintrat, wenn ein Jugoslawe im fremden Staatsdienst trotz Aufforderung nicht seinen Posten quittierte. Ähnliches galt bei Wehrdienstvermeidung im Kriegsfall und Auslandsaufenthalt.
- Wiedererwerb erforderte normalerweise ein Einbürgerungsverfahren. Gewisse Erleichterungen galten für Ehefrauen und Kinder, die als Minderjährige (mit) ausgeschieden waren.

Nach dem Putsch von 1929 bekam König Alexander I. diktatorische Vollmachten und änderte durch Verfassungsreform die offizielle Staatsbezeichnung in „Königreich Jugoslawien“ (Краљевина Југославија). 
Während seiner Amtszeit praktizierte Ministerpräsident Milan Stojadinović 1935–39 eine gegen Minderheiten gerichtete Politik und förderte deren Aussiedlung. Dieser Personenkreis hatte 1946 die Option, innerhalb eines Jahres die jugoslawische Staatsbürgerschaft wieder aufzunehmen.

### Juni 1941 bis August 1945

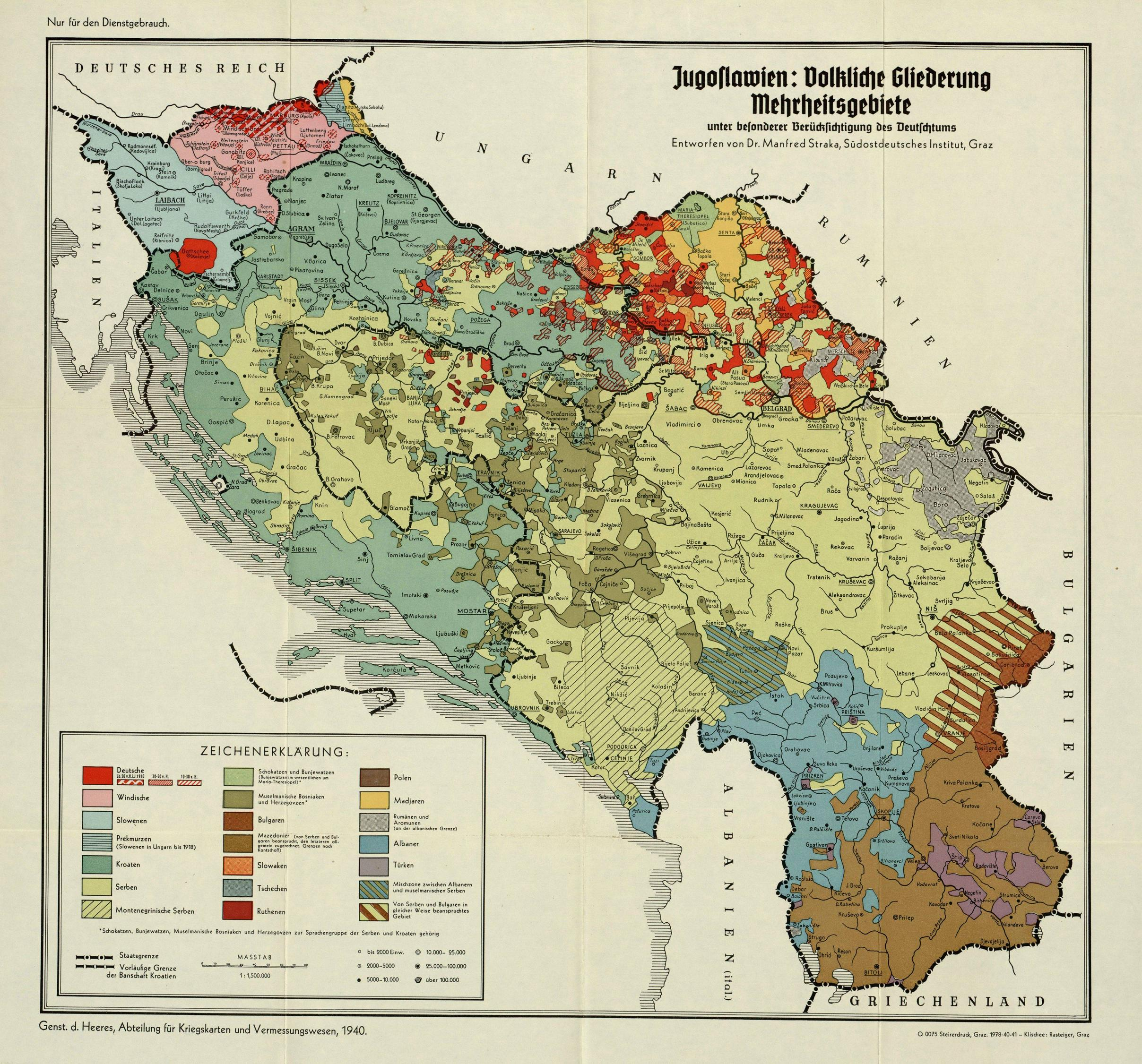
Verteilung der Völkerschaften 1940.

Das Deutsche Reich, Italien-Albanien, Ungarn und Bulgarien besetzten jeweils Teile Jugoslawiens ab April 1941. De jure bestand das Königreich in seiner von den Alliierten anerkannten Exilregierung fort. Das Weiterbestehen einer jugoslawischen Staatsangehörigkeit in den besetzten Gebieten ist unzweifelhaft. Dies ergibt sich aus der § 43 der Haager Landkriegsordnung, demgemäß Annexionen und Gebietsabtretungen erst in einem Friedensvertrag, nicht während der Besetzung, geregelt werden dürfen. Trotzdem müssen Besatzungsstaaten von ihnen getroffene Hoheitsakte, wie Verleihungen der Staatsangehörigkeit, gegen sich gelten lassen.
Die in Montenegro eingerichtete Verwaltung stand vollkommen unterm Kuratell der italienischen Besatzungsmacht, eine montenegrinische Staatsbürgerschaft gab es zu dieser Zeit nicht. Ebenso wenig hatte der „serbische Verwaltungsrat“, der Ende April 1941 bis Herbst 1944 bestand, eigene Macht. Für das Banat schuf die Reichsregierung Sonderregeln, die den dortigen Volksdeutschen eine privilegierte Stellung im Staatsdienst einräumte.
Italien annektierte Teile Sloweniens mit Laibach, in Dalmatien Zara und die meisten Adriainseln. In Staaten, die diesen Gebietserwerb anerkannten, mussten die Bewohner als italienische Bürger gesehen werden. Analog galt das für die am 29. Juni 1941 für Albanien annektierten Gebiete im Kosovo, Dibrano und Struga, deren Bewohner die auch zur Zeit der Personalunion mit Italien eine separate Albanische Staatsangehörigkeit hatten. Rückabwicklung regelte der Pariser Frieden 1947.
Ungarn verlieh seine Staatsbürgerschaft automatisch denjenigen wieder, die in Gebieten wohnten, die vor 1920 ungarisch gewesen waren. Dies allerdings nur wenn sie nach den Bestimmungen von 1921 Ungarn gewesen waren und in der Region seit 1. Juni 1931–1941 durchgehend ansässig gewesen waren.
Bulgarien übernahm die Kontrolle in Mazedoniens über Skopje, Mora und dem Bitolia-Gebiet. Deren bulgarisch-stämmigen Bewohner erhielten zum 9. Juni 1942 die Bulgarische Staatsangehörigkeit sofern sie innerhalb von Groß-Bulgarien wohnten. Nach dem Pariser Friedensvertrag erkannte die Bulgarien mit den Verträgen von Bled und Euxinograd die jugoslawische Oberhoheit in Vardar-Mazedonien an, was mit Staasangehörigkeits(rück)wechsel einherging.

#### Kroatischer Staat
Der Unabhängige Staat Kroatien wurde ausgerufen am 10. April 1941, als Königreich ab 15. April. Hierbei handelte es sich als einziges Gebiet nicht um eine Staatsbildung durch die Okkupationsmacht, sondern sie entsprach dem Willen des Volkes, verfügte über eine selbständige (wenn auch deutschtreue) Verwaltung und ein klar abgegrenzte Staatsgebiet. Seit Zerschlagung des Königreichs Jugoslawien war Bosnien Teil des Unabhängigen Staates Kroatien.
Ein sehr kurzes Staatsangehörigkeitsgesetz erging am 30. April 1940:
- § 1: „Staatsangehöriger ist jeder, der unter dem Schutz des kroatischen Staates steht. […]“
- § 2: „Staatsbürger ist ein Staatsangehöriger arischer Abstammung, der durch sein Verhalten bewiesen hat, dass er nicht gegen die Freiheitsbestrebungen des kroatischen Volkes gehandelt hat und wilens ist, der kroatischen Nation und dem Unabhängigen Staat Kroatien zu dienen.“

Dann am 10. August 1942: „Personen, die aus dem Unabhängigen Staat Kroatien ausgewandert sind oder dieses Gebiet aus rassischen oder politischen Gründen verlassen haben verlieren die Staatsangehörigkeit und Staatsbürgerschaft des Unabhängigen Staats Kroatien.“
Eine weitergehende materielle Regelung einer kroatischen Staatsbürgerschaft erfolgte nicht.

#### Untersteiermark, Kärnten und Krain
Die Staatsgrenze wurde hier wieder entlang der Linie der Habsburgermonarchie bestimmt und durch Vertrag mit Kroatien abgesegnet. Die deutsche Verordnung vom 14. Oktober 1941 erließ Staatsangehörigkeitsregeln, die den damals im Reich üblichen entsprachen und zwischen Volksdeutschen und anderen unterschied. Bewohner artverwandten Blutes erhielten die Staatsbürgerschaft „auf Widerruf,“ was zehn Jahre möglich war. Solche nicht-deutscher Volkszugehörigkeit wurden nicht Reichsangehörige, sondern „Schutzgenossen“.

## Sozialistisches Jugoslawien
März 1945 kam es zum Zusammenschluss der Exilregierung und dem „Komitee der nationalen Befreiung.“ Titos Partisanen wüteten in den 1944/45 zurückeroberten Gebieten gegen Volksgenossen der Achsenmächte ohne Rücksicht auf Recht und Gesetz. Die vielfach durchgeführten Vertreibungen der Überlebenden, z. B. in ersten sechs Wochen der Rückeroberung Istriens bis die Amerikaner und Sowjets anrückten, waren schlichtweg ethnische Säuberung mit Massenmorden, sie wurden später als „Option“ gewertet. Am 29. November 1945 wurde offiziell die Republik ausgerufen.
Alle kriegsgefangen gewesenen Offiziere und Unteroffiziere, die nicht innerhalb gesetzter Frist heimkehren wollten, verloren ihre Staatsbürgerschaft. Weiterhin alle im Ausland befindlichen Angehörigen der bewaffneten Einheiten, die mit den Besatzern kooperiert hatten.

### Staatsangehörigkeitsgesetz 1946
Die reformierte Gesellschaftsordnung erforderte auch ein neues Staatsangehörigkeitsgesetz, das zum 1. Juli 1946 leicht modifiziert neu verkündet wurde. Es gab eine einheitliche Staatsbürgerschaft und jeder Bürger hatte zugleich die Angehörigkeit zu einer der Teilrepubliken. Mehrstaatlichkeit blieb verboten. Für ethnisch einem der Staatsvölker zugerechneten Personen, die im Lande geboren waren und lebten, galt die Vermutung, dass sie (bis zum Beweis des Gegenteils) Bürger waren.

Zuständig waren die Innenministerien. Wechsel zwischen den Staatsangehörigkeiten der Republiken (nacionalnost) waren möglich für Volljährige, die im Besitz voller bürgerlicher Rechte waren, wenn sie ein Jahr in der aufnehmenden Teilrepublik gelebt hatten. Verdiensteinbürgerungen waren das exklusive Recht des Innenministeriums des Bundes. In zugewonnenen Gebieten Wohnende wurden ex lege eingebürgert, sofern sie nicht eventuelle Optionen ausübten.
Hinsichtlich Erwerb bei Geburt galt:
- beide Eltern zum Zeitpunkt der Geburt Jugoslawen, oder
- ein jugoslawischer Elternteil und die Eltern waren nach jugoslawischem Gesetz verheiratet, oder
- ein jugoslawischer Elternteil und Wohnsitz des Kindes, mit einem Elternteil, im Lande, oder
- bei Auslandsgeburt ein jugoslawischer Elternteil (oder Vaterschaftsanerkennung durch Jugoslawen) und die Anmeldung der Geburt erfolgt beim zuständigen Konsulat innerhalb fünf Jahren
- In Jugoslawien aufgefundene Findelkinder, sofern nicht vor dem 14. Geburtstag eine fremde Staatsbürgerschaft festgestellt wurde. Außerdem im Inland geborene Kinder, wenn beide Eltern staatenlos sind.

Einbürgerungserfordernisse:
- 18 Jahre und geschäftsfähig, und
- mindestens fünf Jahre durchgehender Wohnsitz im Lande, davon die letzten zwei in der aufnehmenden Teilrepublik, und
- Nachweis, dass die bisherige Staatsangehörigkeit aufgegeben wurde (soweit möglich) oder durch Annahme der neuen verloren geht, und
- Verhalten, das darauf schließen lässt, dass der Neubürger ein loyaler Bürger werden wird.

Minderjährige Kinder eines Paares wurden automatisch mit eingebürgert. Wurde nur ein Elternteil Jugoslawe war die Miteinbürgerung extra zu verlangen, Jugendliche ab 14 hatten ein Anhörungsrecht. Einbürgerungen wurden durch Ablegung des Treueeids gültig.
Nach dem 6. April 1941 einheiratende Ausländerinnen hatten einen Einbürgerungsantrag zu stellen. Die Wartefrist entfiel.
Bei Falschangaben im Antrag konnte die Einbürgerung während der fünf Jahre danach wieder aberkannt werden.
Ausländer, die bei den Partisanen mitgekämpft hatten, können Einbürgerungsanträge stellen.
Kinder, die durch Anträge ihrer Eltern die Staatsangehörigkeit automatisch mit gewechselt haben, durften bis zu ihrem 25. Geburtstag deren Wiederherstellung beantragen.
Staatsangehörigkeitsverlust:
- dauerhafter Auslandswohnsitz und nach dem 28. Juli 1945 15-jährige durchgehende Abwesenheit seit Erreichen der Volljährigkeit. Mit betroffen waren Kinder.
- Aberkennung, durch das Innenministerium, für im Lande lebende Volksgenossen der Feindstaaten, die sich im Krieg illoyal gezeigt hatten. Familien wurden automatisch mit ausgebürgert.
- Auf Antrag konnten Volljährige aus der Staatsbürgerschaft entlassen werden, wenn sie alle Verpflichtungen gegenüber Jugoslawien erfüllt hatten und nachweisbar eine fremde Staatsbürgerschaft erhielten und im Ausland lebten. (Wehrpflichtbefreiung genehmigte ggf. das Verteidigungsministerium.)
- Im Ausland Geborene und Lebende konnten nach ihrem 25. Geburtstag die Entlassung beantragen, sofern fremde Staatsbürgerschaft bestand. Galt analog auch für Fremdrassige, die vor 1945 emigriert waren.[30]

### Staatsangehörigkeitsgesetz 1976
Das am 24. Dezember 1976 verkündete Staatsangehörigkeitsgesetz bestimmte, dass die einheitliche jugoslawische Staatsbürgerschaft durch Einbürgerung, Geburt oder internationales Abkommen erworben wird. Hinsichtlich Geburt galt:
- beide Eltern zum Zeitpunkt der Geburt Jugoslawen, oder
- ein jugoslawischer Elternteil und Geburt im Inland, oder
- bei Auslandsgeburt ein jugoslawischer Elternteil und der andere staatenlos.
- In Jugoslawien aufgefundene Findelkinder, sofern nicht vor dem 14. Geburtstag eine fremde Staatsbürgerschaft festgestellt wurde.

Im Ausland Geborene mussten bis zum 18. Geburtstag entweder ihren Wohnsitz in Jugoslawien nehmen oder sich ins Bürgerverzeichnis eintragen lassen.
Die Staatsangehörigkeiten der einzelnen Republiken hatten wenig Auswirkung, da ein jeder Bürger eines Gliedstaates in allen anderen die gleichen Rechte hatte.
Einbürgerungserfordernisse:
- Volljährig, 18 Jahre, und
- Mindestens drei Jahre durchgehender Wohnsitz im Lande, und
- Nachweis, dass die bisherige Staatsangehörigkeit aufgegeben wurde (soweit möglich) oder durch Annahme der neuen verloren geht, und
- Verhalten, das darauf schließen lässt, dass der Neubürger ein loyaler Bürger werden wird.

Erleichterungen galten für im Ausland vorzunehmende Einbürgerungen und für einheiratende Ehepartner.
Antragsteller mussten angeben, welche Nationalität einer Teilrepublik sie annehmen wollten. Letzteres war nach der Verfassungsänderung 1974 zu stärken, da die einzelnen Teilrepubliken ein höheres Maß an Autonomie erhielten.
Eine der wichtigsten Änderungen war denn auch, dass Kompetenzen, die bisher beim Innenministerium lagen, auf Stellen in den Teilrepubliken übergingen.
Einbürgerungen wurden durch Aushändigung des Bescheids wirksam.
Die Staatsangehörigkeit aufgeben durften Volljährige, sofern Wehrdienst geleistet war, kein Strafverfahren anhängig und steuerliche u. ä. Verpflichtungen (ggf. auch Alimente) erfüllt waren. Außerdem musste das Vorliegen oder innerhalb eines Jahres bevorstehende Erwerb einer anderen Staatsbürgerschaft nachgewiesen werden. Im Ausland Lebende konnten den Antrag erst mit 25 stellen, oder wenn sie nur einen jugoslawischen Elternteil hatten, bis 18 (Wiederaufnahme möglich bei Ansiedlung im Inland ab 25 Jahren).
Von Amts wegen entzogen werden konnte die Staatsbürgerschaft wenn ein Doppelstaatler, der im Ausland lebte, gegen die Interessen Jugoslawiens handelte.
Als Nachweisinstrumente galten jugoslawischer Personalausweis, Dienstausweis des Militärs oder Reisepass. Falls nötig wurden Staatsangehörigkeitsausweise ausgestellt.

## Zerfall Jugoslawiens ab 1991

Zerfall Jugoslawiens.

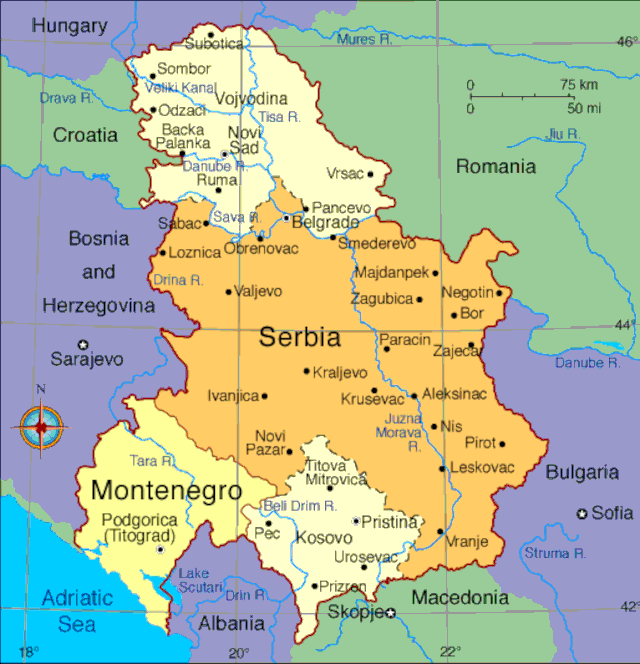
Restjugoslawien seit 1992, mit den teilautonomen serbischen Provinzen.

Durch den Zerfall Jugoslawiens wurden die bisher praktisch bedeutungslosen Zugehörigkeiten zu einer Teilrepublik von Bedeutung. Personen, die teils seit Jahrzehnten in einem anderen Gliedstaat als dem ihrer Zugehörigkeit gelebt hatten, mussten sich um Einbürgerungen bemühen. 
Seit Mai 1992 bestand Jugoslawien (Savezna Republika Jugoslavija) nur noch aus den Teilrepubliken Montenegro und Serbien, dessen Provinz Kosovo seit 1999 unter fremder Kontrolle steht. Seit 2003 sprach man offiziell von „Serbien und Montenegro“ (Srbija i Crna Gora). Montenegro schied 2006 aus. Aus den Unabhängigkeitserklärungen ergaben sich sieben neue Staatsangehörigkeiten, die von Bosnien-Herzegowina (siehe auch Staatsangehörigkeit der Republika Srpska) ist wiederum zweigeteilt, die des Kosovo international nur teilweise anerkannt.

## Abkommen und Verträge
Jugoslawien gehörte zu den Erstunterzeichnern der Haager Konvention zu Staatsangehörigkeitsfragen 1930 Beschlossen wurde, dass das Prinzip der Familieneinheit zu beenden und Ehefrauen ein unabhängiges Recht aus Staatsbürgerschaft zustehen solle. Weiterhin, dass Doppelstaatlichkeit prinzipiell zu verhindern ist, sollte diese jedoch vorliegen, Betroffene hinsichtlich der Wehrpflicht ein Wahlrecht haben dürfen und keinesfalls zwei Mal dienen sollen.
Minderheitenschutz
Das Minderheitenschutzabkommen zu den Pariser Vorortverträgen garantierte den Neubürgern volle Bürgerrechte, was in der tatsächlichen Umsetzung nicht wirklich erfolgte. Personen, die Kraft Geburt Jugoslawen gewesen wären, aber zum Zeitpunkt des Wechsels im Ausland lebten, erhielten ein zweijähriges Optionsrecht auf die jugoslawische zu verzichten.
Flüchtlingskonvention
Das Abkommen über die Rechtsstellung der Flüchtlinge zeichnete man 1951 und ratifizierte es 1960. Eine spezielle Gesetzgebung erfolgte nicht bis 1974 in § 202 der Verfassung das Recht auf Asyl erwähnt wurde. Erst das Ausländergesetz 1980 schuf Definitionen. Der UNHCR unterhielt 1976–2008 ein Büro im Belgrad, um die Anerkennung der seit den 1970er Jahren verstärkt aus Osteuropa, dann auch Afrika kommenden Flüchtlinge durchzuführen und diese in Drittländern anzusiedeln. Das sozialistische Jugoslawien gestattete solchen Individuen keinen Daueraufenthalt und bürgerte daher auch kaum jemanden ein. Ausnahmen waren kollektive Aufnahmen von politisch verfolgten Asylanten, z. B. nach dem Prager Frühling oder den Opfern der CIA-gesteuerten Putsche in Chile 1973 und Argentinien 1976.
Ein neues Flüchtlingsgesetz wurde 1992 für Restjugoslawien erlassen angesichts 600.000 Kriegsvertriebener (Izbeglice). Erleichterte Einbürgerung für diesen Personenkreis wurde 1997 vorgesehen, sofern die Betroffenen vor dem 27. April 1992 angekommen waren. 2001 wurde das Verfahren vereinfacht.
Fiume, Triest und Istrien
Vom 2. Februar 1921 bis zur Teilung gab es eine Staatsangehörigkeit des Freistaat Fiume. Die mit Italien in den 1920ern geschlossenen Verträge und die Vertreibung von Italienern vor allem aus Istrien, 1944-54 sind im Abschnitt Sonderregeln zur italienischen Staatsbürgerschaft detailliert erläutert.
Sowjetunion
Das Abkommen vom 22. Mai 1956 verringerte durch verbindliche Optionspflichten für die Betroffenen die von beiden Regierungen unerwünschte Doppelstaatlichkeit.
USA
Um Fragen der Wehrpflicht und Doppelstaatlichkeit zu klären, tauschten sich die Regierungen drei Mal aus. Zuerst 1881 mit Serbien 1942 mit der Exilregierung über Kriegsdienst von Jugoslawen in den USA. Dann 1950 ein Abkommen, das es Doppelstaatlern garantierte, aus Jugoslawien wieder ausreisen zu dürfen.

## Sonderfälle

### Deutschstämmige
Es gab 1930 rund eine halbe Million Jugoslawiendeutsche, etwa sechs Prozent der Bevölkerung. Diese kann man ausdifferenzieren z. B. Donauschwaben im Banat, der Batschka und in Syrmien sowie in Slowenien die altösterreichischen Gottscheer und Zarzer. Aus diesem Kreis dienten mehrere Zehntausend Mann mehr oder weniger freiwillig in der Division „Prinz Eugen“, gut 2000 in der Wehrmacht.
Gut 18.300 Bosniendeutsche sollten ab 1943 zunächst in den Warthegau umgesiedelt werden, was durch den Kriegsverlauf erschwert wurde. Nach Kriegsende fanden sich viele als “displaced persons” in verschiedenen Gebieten der Besatzungszonen.
Bereits durch die „Verfügung von Jajce“ hatte man im November 1943 beschlossen, alle Deutschstämmigen auszubürgern und entschädigungslos zu enteignen. Bereits 1944 wurden 27.000–30.000 Donauschwaben in Lager in die ukrainische SSR verschleppt. Die Überlebenden wurden 1946–49 in die SBZ/DDR abgeschoben. Nach dem alliierten Sieg gesetzlich umgesetzt wurden Enteignungen zum 8. Juni 1945. Ausgenommen blieben diejenigen, die auf jugoslawischer Seite gegen das Reich aktiv gewesen waren und Ehefrauen in Mischehen. Ab 1951 erhielten die verbliebenen Deutschstämmigen wieder ihre jugoslawische Staatsangehörigkeit. Andererseits legte man ihrer Auswanderung als Aussiedler kaum Steine in den Weg. Die Volkszählung 1953 fand noch 61.500 Deutsche, eine Zahl, die bis 1980 auf knapp fünfzigtausend sank.

### Slowenen in Argentinien
Das vom König diktatorisch regierte Königreich bemühte sich in den frühen 1930er Jahren aktiv um die Rückkehr der ca. 25.000 slowenischstämmigen Auswanderer aus dem nach dem Weltkrieg an Italien gefallenen Julisch Venetien. Viele hatten um 1920 für die italienische Staatsbürgerschaft optiert. Eine massenhafte Heimkehr konnte nicht erreicht werden.

### „Türken“
Etwa 11.000 muslimische Familien (40.000 Personen 1913–26) siedelten 1919–35 aus Jugoslawien in die Türkei um. Mit der Türkei schloss die feudale Regierung 1938 nach zähen Verhandlungen eine Aussiedlungskonvention, was die Abwanderung „nicht-slawischer Muslime aus Südserbien“ dorthin erlaubte. Dabei war jugoslawischerseits eher eine Vertreibung geplant. Formal möglich war dies durch § 55 des Staatsangehörigkeitsgesetzes 1928, das den vor 25. August 1913 osmanischen Jugoslawen in „Südserbien“ (ehemaliger Sandschak Novi Pazar und Kosovo) erlaubte, eine Option für die Türkei auszuüben und ihre jugoslawische Staatsbürgerschaft aufzugeben. Unter der Vereinbarung 1938 sollten innert sechs Jahren vierzigtausend Familien, zusammen rund 200.000 Personen, das Land verlassen. Sie hätten pro Familie 500 türkische Pfund Entschädigung erhalten. Türkischerseits verlangt wurde, dass sie der „türkischen Sprache und Kultur“ nahestanden. Zur Umsetzung kam das wegen der Zeitumstände ab Mai 1940 nur in wenigen Fällen.
Ein von der Türkei initiiertes “Gentlemen’s agreement” folgte 1953. Dadurch durften, unter deutlich geringerem staatlichen Druck, bis 1966, in Mazedonien lebende Türkischstämmige aussiedeln.
Seit der Dezentralisierung 1971 gab es auch die Nationalität Muslimani, für die sich vor allem Bosniaken entschieden.

### „Weiße“ Russen
Nach dem Ersten Weltkrieg hatte die jugoslawische Regierung etwa 30.000 russischen Flüchtlingen Asyl gewährt. Von diesen gelangten ab 1941 tausende als Ostarbeiter oder für die Organisation Todt ins Reich. Aus der SBZ zurückgeschickt oder im Lande verblieben lebten 1950 geschätzt zehntausend in Jugoslawien. Gleichgültig ob sie eingebürgert oder staatenlos waren, bekamen sie nach dem Zweiten Weltkrieg Personalausweise mit dem Eintrag „Nationalität: russisch.“ Etwa 2000 politisch Unzuverlässige waren nach Oktober 1944 in ein Lager bei Novi Sad gekommen. Ab Juni 1946 gab es die Option sich für die sowjetische, jugoslawische oder (weiterbestehende) Staatenlosigkeit zu entscheiden. 6500 wurden dann Sowjetmenschen, viele von diesen wurden nach dem jugoslawischen Ausscheiden aus der Kominform zum 28. Juni 1948 verhaftet, einige tausend nach Bulgarien oder Albanien abgeschoben. 3-4000 Personen konnten ab Mitte 1950 über Istrien nach Italien ausreisen. Als jugoslawische Bürger im Lande blieben weniger als 2500 der ursprünglichen Flüchtlingsgemeinde.